# Élections constituantes de 1946 dans les Basses-Pyrénées
Les élections constituantes françaises de 1946 se tiennent le 2 juin. Ce sont les deuxièmes élections constituantes, après le rejet du projet de Constitution française du 19 avril 1946 lors du référendum du 5 mai.

## Mode de scrutin
L'assemblée constituante est composée de 586 sièges pourvus au scrutin proportionnel plurinominal suivant la règle de la plus forte moyenne dans chaque département, sans panachage ni vote préférentiel.
Dans le département des Basses-Pyrénées, cinq députés sont à élire.

## Élus
| Député sortant           | Parti | Parti | Député élu ou réélu | Parti | Parti |
| ------------------------ | ----- | ----- | ------------------- | ----- | ----- |
| Albert Mora              |       | PCF   | Albert Mora         |       | PCF   |
| Pierre de Chevigné       |       | MRP   | Pierre de Chevigné  |       | MRP   |
| Jean-Louis Tinaud        |       | MRP   | Jean Errecart       |       | MRP   |
| Maurice Delom-Sorbé      |       | UDSR  | Gaston Chaze        |       | SFIO  |
| Jean Etcheverry-Aïnchart |       | PRL   | Guy Petit           |       | PRL   |

## Résultats

### Résultats à l'échelle du département
| Parti    | Parti    | Tête de liste       | Résultats | Résultats | Sièges |  |
| Parti    | Parti    | Tête de liste       | Voix      | %         |        |  |
| -------- | -------- | ------------------- | --------- | --------- | ------ |  |
|          | MRP      | Pierre de Chevigné  | 80 635    | 38,92     | 2 1    |  |
|          | PCF      | Albert Mora         | 35 537    | 18,12     | 1      |  |
|          | PRL      | Guy Petit           | 33 146    | 16,00     | 1 1    |  |
|          | SFIO     | Gaston Chaze        | 30 577    | 14,76     | 1 1    |  |
|          | RGR      | Maurice Delom-Sorbé | 25 308    | 12,21     | 0 1    |  |
|          |          |                     |           |           |        |  |
| Inscrits | Inscrits | Inscrits            | 260 041   | 100,00    | 5      |  |
| Votants  | Votants  | Votants             | 210 822   | 81,07     |        |  |
| Exprimés | Exprimés | Exprimés            | 207 203   | 98,28     |        |  |